# هيدروكسيلاز الفينيل ألانين

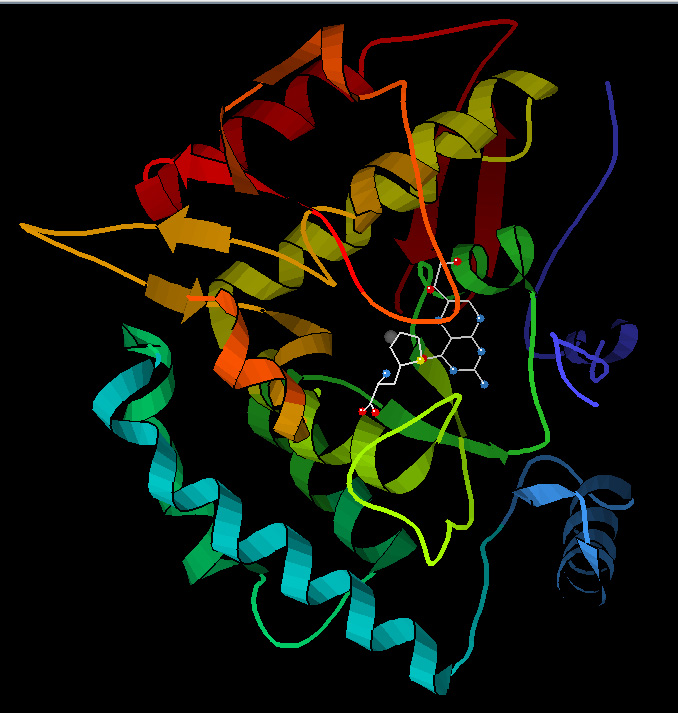

فينيل ألانين هيدروكسيلاز ((بالإنجليزية: Phenylalanine hydroxylase)‏) شيفرته (EC 1.14.16.1) ويختصر ب (PAH).هو انزيم يقوم على تحفيز الهيدروكسيل العطرية في جانب سلسلة من فينيل ألانين لتوليد التيروزين.وهذا الانزيم يعتبر واحد من ثلاثة أعضاء التي تعتمد على التيرين في الهايدروكسيليسات (hydroxylases) والأحماض الأمينية، مع دمج متتابع لذرة الأوكسجين إلى BH 4 وركيزة الفينيل ألانين.

## الوظيفة
انزيم الـ«فينيل الانين هيدروكسيلاز»، وظيفته هي العمل على تحويل الفينيل الانين إلى«تيروزين».وأنزيم الفينيل ألانين هيدروكسيلاز يزيد تركيز الفينيل ألانين وبالنتيجة الإصابة ببِيلة الفينيل كيتون.
بينت المنظمة أن مادة سبرابترين. تخفض من تركيز فنيل ألانين في الدم، وأنها شكل صنعي لتتراهيدروبيوبروتين (وهو تميم العامل cofactor لأنزيم الفينيل ألانين هيدروكسيلاز).
عندما يكون هنالك نقص في هذا الانزيم، يلاحظ تراكم «الفينيل الانين»، مما يؤدي إلى ارتفاع نسبته في الدم. فاذا كانت نتيجة الفحص ايجابية، يتم إجراء فحص اخر أكثر دقـة وتحديدا، وذلك بهدف التحقق من مستوى الفينيل الانين في الدم بشكل دقيق.
يعمل هذا الأنزيم على استقلاب الفنيل ألانين وبالتالي إنقاص تركيزه في الدم. في حال عدم فعاليته أو نقصانه.

## انزيمات ذات الصلة
- هيدروكسيلاز الفينيل ألانين يرتبط ارتباطا وثيقا باثنين من الانزيمات الأخرى.
- هيدروكسيلاز التريبتوفان (الرقم الجيني EC 1.14.16.4)، التي تسيطر على مستويات السيروتونين في الدماغ والجهاز الهضمي.
- هيدروكسيلاز التيروسين (الرقم الجيني EC 1.14.16.2)، التي تسيطر على مستويات الدوبامين، الأدرينالين، وبافراز في الدماغ والنخاع الكظرية.

## وصلات اضافية
- GeneReviews/NCBI/NIH/UW entry on Phenylalanine Hydroxylase Deficiency
- PAHdb - online locus-specific mutation database of the human phenylalanine hydroxylase gene
- Molecule of the Month: Phenylalanine Hydroxylase